# Draconarius episomos
Draconarius episomos är en spindelart som beskrevs av Wang 2003. Draconarius episomos ingår i släktet Draconarius och familjen mörkerspindlar. Inga underarter finns listade i Catalogue of Life.